# Ascorhynchus inflatus
Ascorhynchus inflatus är en havsspindelart som beskrevs av Stock, J.H. 1963. Ascorhynchus inflatus ingår i släktet Ascorhynchus och familjen Ammotheidae. Inga underarter finns listade i Catalogue of Life.